# Верхньокамський район
Верхньока́мський район (рос. Верхнекамский район) — район у складі Кіровської області Російської Федерації. Адміністративний центр — місто Кірс.

## Історія
Район був утворений 12 січня 1965 року шляхом виділення із Омутнінського району. До цього у період з 1929 по 1963 роки на більшій частині території району існував Кайський район.
7 грудня 2004 року, в рамках муніципальної реформи, у складі району були утворені 4 міських та 5 сільських поселень.

## Населення
Населення району складає 27783 особи (2017; 28266 у 2016, 29244 у 2015, 30175 у 2014, 30950 у 2013, 31794 у 2012, 32543 у 2011, 32669 у 2010, 35331 у 2009, 39643 у 2002, 53708 у 1989, 60281 у 1979, 75252 у 1970).

## Адміністративний поділ
Станом на 2010 рік район адміністративно поділявся на 4 міських та 5 сільських поселень, до його складу входило 65 населених пунктів, з яких 12 не мали постійного населення, але ще не були зняті з обліку. Пізніше були ліквідовані 4 населених пункти (селища Пориш, Фосфоритна та присілки Бельтюкови, Першина Гора):
| Поселення                        | Площа, км² | Населення, осіб (2002) | Населення, осіб (2010) | Населення, осіб (2017) | Центр              | Населені пункти |
| -------------------------------- | ---------- | ---------------------- | ---------------------- | ---------------------- | ------------------ | --------------- |
| Кірсинське міське поселення      | 1347       | 12362                  | 11388                  | 10355                  | місто Кірс         | 7               |
| Лісне міське поселення           | 1774       | 8610                   | 6753                   | 5104                   | смт Лісний         | 13              |
| Рудничне міське поселення        | 885        | 6093                   | 5259                   | 4497                   | смт Рудничний      | 12              |
| Світлополянське міське поселення | 203        | 3281                   | 2923                   | 2755                   | смт Світлополянськ | 1               |
| Кайське сільське поселення       | 1530       | 945                    | 639                    | 436                    | село Кай           | 11              |
| Камське сільське поселення       | 759        | 1113                   | 660                    | 480                    | селище Камський    | 3               |
| Лойнське сільське поселення      | 1767       | 2229                   | 1692                   | 1419                   | село Лойно         | 9               |
| Созімське сільське поселення     | 627        | 3242                   | 2697                   | 2210                   | селище Созімський  | 3               |
| Чусівське сільське поселення     | 1404       | 950                    | 676                    | 527                    | селище Чус         | 2               |

## Найбільші населені пункти
| №  | Населений пункт | Населення, осіб (2002) | Населення, осіб (2010) |
| -- | --------------- | ---------------------- | ---------------------- |
| 1  | Кірс            | 11786                  | 10420                  |
| 2  | Лісний          | 7132                   | 5413                   |
| 3  | Рудничний       | 5729                   | 5084                   |
| 4  | Світлополянськ  | 3275                   | 2923                   |
| 5  | Лойно           | 1944                   | 1592                   |
| 6  | Созімський      | 2030                   | 1506                   |
| 7  | Сорда           | 1204                   | 1190                   |
| 8  | Польовий-2      | 190                    | 565                    |
| 9  | Чус             | 524                    | 433                    |
| 10 | Пещора          | 400                    | 300                    |